# La Luna (Kurzfilm)
La luna (Alternativtitel: La luna – Mondlicht) ist ein US-amerikanischer animierter Kurzfilm von Enrico Casarosa aus dem Jahr 2011. Produziert wurde der Film von den Pixar Animation Studios, den Vertrieb übernahm Walt Disney Pictures. Die Premiere fand am 6. Juni 2011 auf dem Festival d’Animation Annecy in Frankreich statt. Die offizielle Kinoveröffentlichung in den USA wurde für den 22. Juni 2012 angesetzt, da der Kurzfilm vor dem Pixarfilm „Merida – Legende der Highlands“ gezeigt wurde. Der Film wurde für einen Oscar 2012 in der Kategorie Bester animierter Kurzfilm nominiert.

## Handlung
La luna erzählt die Geschichte von Bambino, einem italienischen Jungen, der zum ersten Mal seinen Vater (Papà) und seinen Großvater (Nonno) bei deren Arbeit begleitet. Sie müssen den Mond, auf den viele leuchtende Sterne fallen, sauberfegen. Schon in der Eröffnungssequenz im Boot, mit denen sie zum Vollmond, der am Horizont steht, fahren, buhlen Papà und Nonno um den Jungen; jeder will ihm ein Vorbild sein. Weil sie beide dem Jungen ihre Arbeitstechnik vermitteln wollen, entsteht ein Streit zwischen den Alten um die richtige Arbeitsweise. Als ein riesiger Stern auf den Mond stürzt, können weder Vater noch Großvater den eingeklemmten Stern beiseiteschaffen. Bambino findet jedoch eine Lösung, indem er den gigantischen Stern mit einem Hammer in kleine Sterne zerschlägt. Am Ende, wenn sie wieder mit dem Boot wegfahren, sieht der Zuschauer, dass sich der Vollmond durch die auf eine Seite gefegten, leuchtenden Sterne in einen abnehmenden Mond gewandelt hat.

## Synchronisation
- Krista Sheffler spricht Bambino[3]
- Tony Fucile spricht Papà[4]
- Phil Sheridan spricht Nonno (Großvater)[5]